# Viseu (Portugal)
Viseu is een Portugese stad en gemeente in het gelijknamige district.
De gemeente heeft een totale oppervlakte van 507 km² en telde 98.753 inwoners in 2007. De gelijknamige stad telt ongeveer 47.250 inwoners. 

## Geschiedenis
Musa ibn Nusayr veroverde de stad omstreeks 714. In 791 wist Alfons II van Asturië de stad in te nemen. Alfons II trof hier een graf aan met de inscriptie 'Hic requiescit Rudericus rex Gothorum' (Hier ligt Rudericus de Gotische koning). Deze Roderik was de laatste koning der Visigoten, waarvan wordt verondersteld dat hij tijdens de Slag aan de Guadalete (in 711 of 712) is gesneuveld; zijn lichaam is nooit gevonden, wel zijn paard.
In 825 mislukte een aanval van de moslims van Al-Andalus op de stad. Ramiro, de latere Ramiro II van León, had de stad kortstondig van 926 tot 930 in handen, waarna de stad wederom in handen van moslims viel. Het was Alfons V van León die hier tijdens een beleg in 1028 dodelijk gewond raakte. Uiteindelijk was het Ferdinand I van Castilië die in 1058 de stad op Mohammed ibn Abd Allāh al-Muzaffar wist in te nemen.

## Bezienswaardigheden
- De romaanse kathedraal, gewijzigd in de 16e en de 17e eeuw; de kloostergang is gebouwd in renaissancestijl.
- In een museum schilderijen uit de 16e eeuw van de School van Viseu.

## Kernen
De volgende freguesias liggen in gemeente Viseu:
- Abraveses
- Barreiros
- Boa Aldeia
- Bodiosa
- Calde
- Campo
- Cavernães
- Cepões
- Coração de Jesus (Viseu)
- Cota
- Couto de Baixo
- Couto de Cima
- Fail
- Farminhão
- Fragosela
- Lordosa
- Loureiro de Silgueiros
- Mundião
- Orgens
- Povolide
- Ranhados
- Repeses
- Ribafeita
- Rio de Loba
- Santa Maria de Viseu (Viseu)
- Santos Evos
- São Cipriano
- São João de Lourosa
- São José (Viseu)
- São Pedro de France
- São Salvador
- Torredeita
- Vil de Souto
- Vila Chã de Sá

## Geboren
- Eduard van Portugal (1391-1438), koning
- Carlos Lopes (1947), hardloper
- Paulo Sousa (1970), voetballer en voetbalcoach
- Mauro Almeida (1982), voetballer
- João Félix (1999), voetballer
- Alexandre Penetra (2001), voetballer
- António Silva (2003), voetballer

## Afbeeldingen

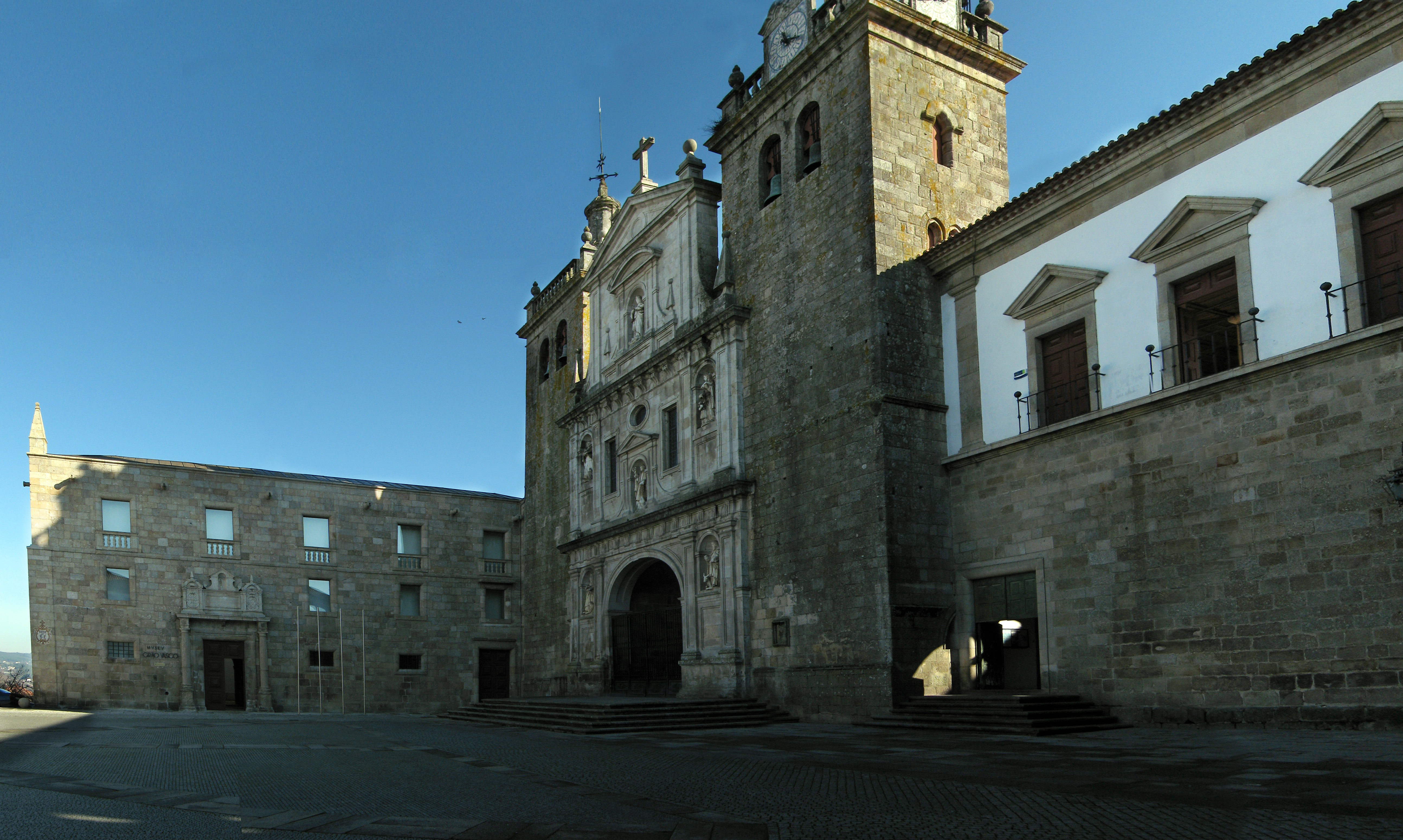
Kathedraal Sé van Viseu
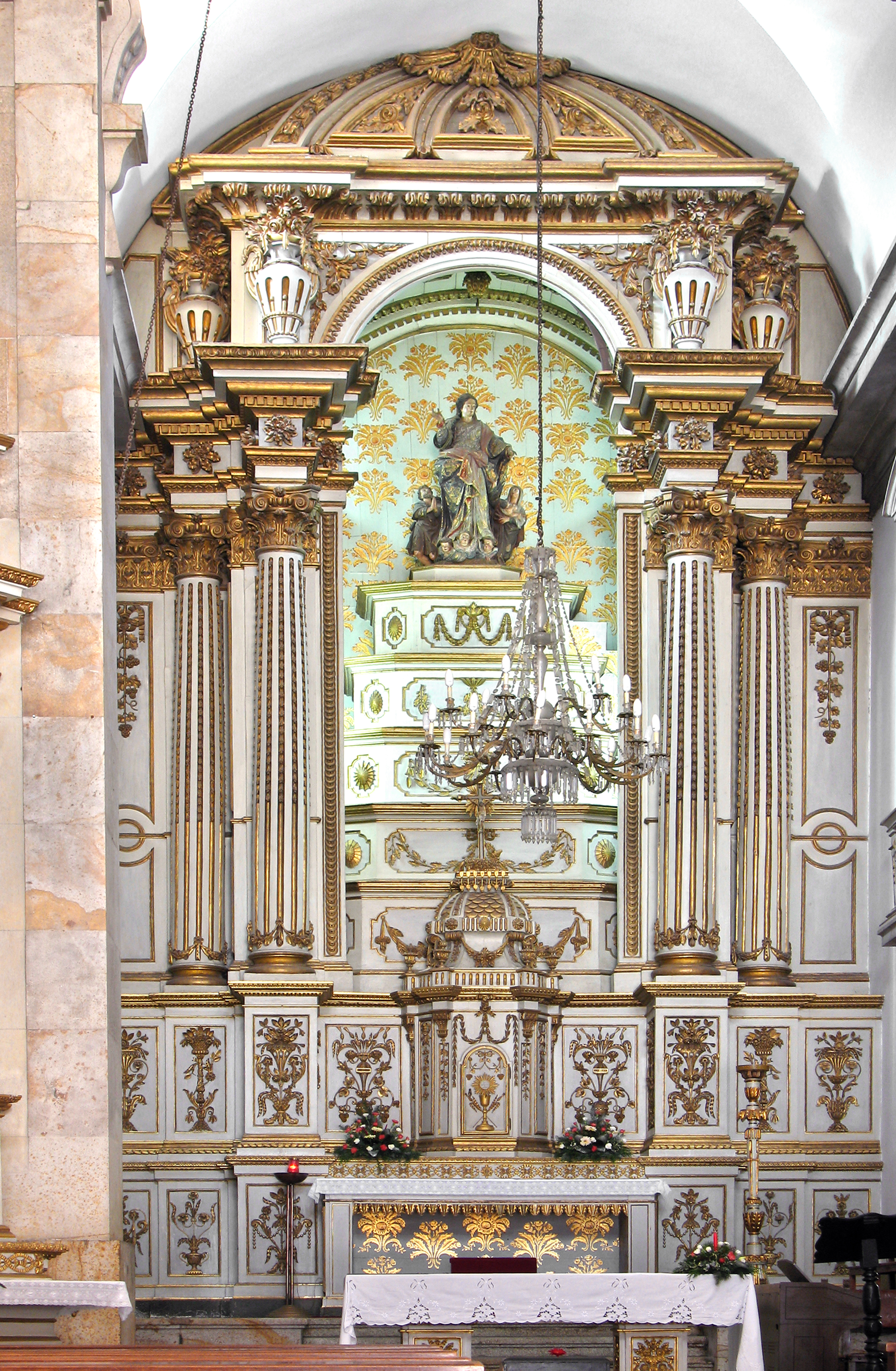
Interieur van de katholieke kerk Misericórdia
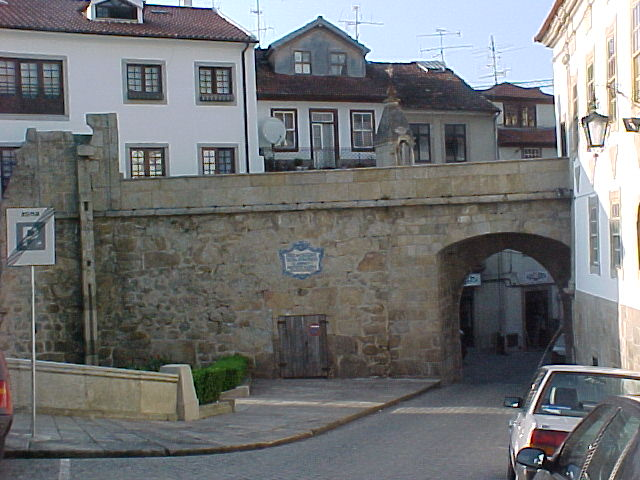
Stadspoort Porta dos Cavaleiros
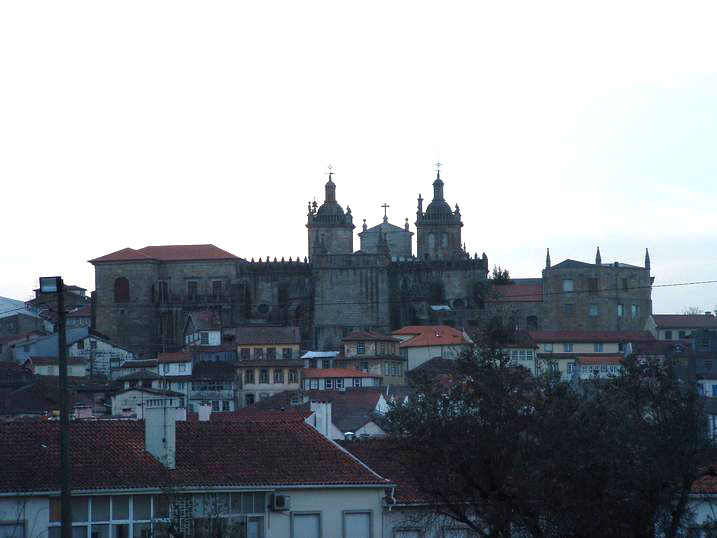
De kathedraal van Viseu
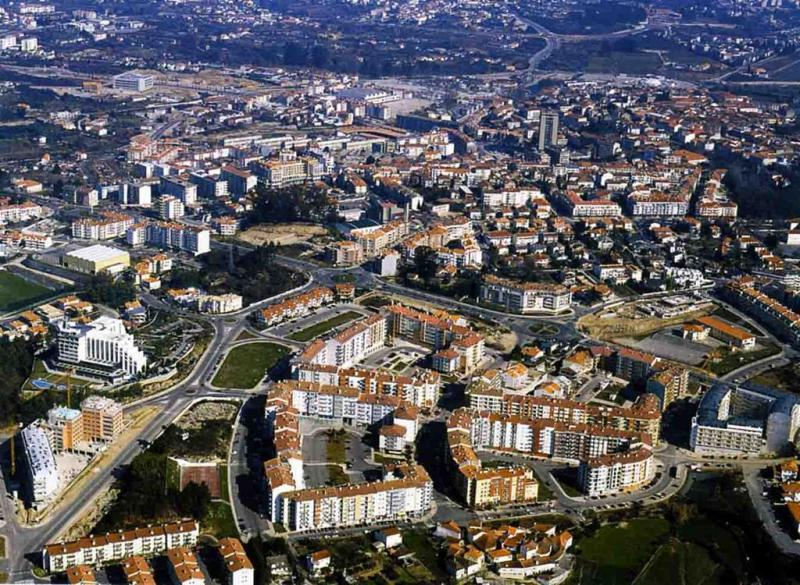
Luchtfoto